# Smolník
Smolník (in ungherese Szomolnok, in tedesco Schmöllnitz) è un comune della Slovacchia facente parte del distretto di Gelnica, nella regione di Košice.